# Saoschjant
Saoschjant (avestisch Saoš́iiaṇt̰, in Pahlavi Soschyans) ist eine Figur der zoroastrischen Eschatologie, welche die Enderneuerung der Welt, Fraschokereti, herbeiführt. Der avestische Name bedeutet wörtlich: „einer, der Wohltat bringt“, und wird auch als Gattungsname gebraucht.

## In schriftlichen Zeugnissen
In den Gathas, den heiligsten Hymnen des Zoroastrismus, von denen man glaubt, dass sie von Zoroaster (Zarathustra) selbst verfasst worden sind, wird der Ausdruck benutzt, um auf die Mission des Propheten und die Gemeinschaft seiner Anhänger Bezug zu nehmen, die der Menschheit „Wohltaten bringen“. Saoschjant wurde möglicherweise ursprünglich für Zoroaster selbst verwendet (z. B. Yasna 46.3).
Der Gattungsname, der auch im jüngeren Avesta auftaucht (z. B. Yasna 61.5), wird auch als Platzhalter verwendet, um religiöse Führer zu bezeichnen, und ein weiterer Gattungsname, Airyaman („Mitglied der Gemeinschaft“), ist ein Epithet dieser Saoschjants. Hingegen ist das gängige Epithet der Heilandsfigure(n) astvat-әrәta („Rechtschaffenheit verkörpernd“); mit arta/asha („Wahrheit“) als einem Namensbestandteil. Diese Erlöser sind diejenigen, welche den Lehren Ahura Mazdas folgen „mit Handlungen, die von asha inspiriert sind“ (Yasna 48.12).
Saoschjant taucht als Eigenname im jüngeren Avesta auf, explizit in Yascht 13.129, wo er im Singular verwendet wird, und wo ebenfalls Astvat-ereta angefleht wird, als Alternativname zu Saoschjant. Die Singularform erscheint auch in Yasna 59.1, wo von Verethragna gesagt wird, er sei Saoschjants Waffe beim Überwältigen von Widerständen. Eine Pluralform erscheint beispielsweise in Yascht 17.1, wo Ashi – die Gottheit der „Vergeltung/Wiedergutmachung“ – beschrieben wird, um den Saoschjants die Macht des „wunderbar Machens“ (frasho.kereti) zu geben.
Die Rolle des Saoschjant oder Astvat-ereta als zukünftiger Erretter der Welt wird kurz in Yascht 19.88–96 beschrieben, wo festgestellt wird, dass er das frashokereti erreichen wird, dass er die Welt perfekt und unsterblich machen wird und das Böse und Druj („Lug und Trug“) verschwinden wird. Er wird als Sohn von Vîspa taurwairî identifiziert und es wird festgestellt, dass er vom Kansaoya-/Kansava-See her kommen wird und dieselbe Waffen tragen wird (Verethragna), die eine Anzahl iranischer, epischer Helden und Könige in der Vergangenheit gegen verschiedene dämonische Gegner verwendet hatten. Haurvatat, Ameretat und andere ähnliche Wesen werden seine Begleiter sein und gemeinsam werden sie die bösartigen Geschöpfe von Angra Mainyu überwinden.

## In mündlicher Tradition
Die Rolle des Saoschjant während der Enderneuerung, auf die schon in den Schriften angespielt wird (z. B. Yascht 19.92), wurde erst ordentlich in Texten zoroastrischer Tradition im 9.–12. Jh. ausgearbeitet. In diesen mittelpersischen Texten wird der Name mit Sōshans übersetzt.
Die zoroastrische Tradition sieht drei zukünftige Erlöser, einer zum Ende jeder 1000-jährigen Periode der 3000-jährigen Welt. Alle drei werden von Jungfrauen geboren, wobei diese beim Baden in einem See schwanger wurden, in dem der Samen des Propheten Zoroaster selbst auf wundersame Weise konserviert worden war. Der erste Erlöser wird Hushedar, der zweite Hushedarmah genannt werden und der dritte wird Saoschjant (als letzter Sohn Zoroasters) sein, der die Menschheit im letzten Kampf gegen die Falschheit anführen wird.
Die Geschichte von Saoschjants Empfängnis und Kindheit werden bei Denkard 7.10.15 ff. wie folgt beschrieben: Dreißig Jahre vor dem entscheidenden Endkampf steigt eine Jungfrau namens Eredat-fedhri („Siegreiche Helferin“), dessen Spitzname „Körper-Macher“ ist, in einen See (in Yascht 19.92 ist dies der „Kansava-See“). Während sie im Wasser sitzt, empfängt das Mädchen, das „nichts mit Männern hatte“, „siegreiches Wissen“. Ihr Sohn benötigt keine Nahrung von seiner Mutter, wenn er geboren wird, sein Körper wird sonnengleich sein und der „königliche Ruhm“ von Khwarenah wird mit ihm sein. Dann wird er für die nächsten 57 Jahre allein von Gemüse (17 Jahre), anschließend nur von Wasser (30 Jahre) und die letzten 10 Jahre nur von „geistiger Nahrung“ leben.
Die Ereignisse der Enderneuerung werden im Bundahischn (30.1 ff.) beschrieben:
Im Endkampf mit dem Bösen werden Yazatas Airyaman und Atar „das Metall in den Hügeln und Bergen schmelzen und es wird auf der Erde sein, wie ein Fluss“ (Bundahischn 34.18), der Gerechte (ashavan) jedoch kommt nicht zu Schaden.
Schließlich wird Ahura Mazda triumphieren und sein Bevollmächtigter Saoschjant wird die Toten zu neuem Leben erwecken und ihre Körper werden wiederhergestellt zu ewiger Perfektion und ihre Seelen werden geläutert und wiedervereint mit Gott. Zeit endet dann und Wahrheit/Gerechtheit (asha) und Unsterblichkeit werden dann ewig andauern.